# レオンベルガー
レオンベルガー（Leonberger）は犬の一種。大型犬である。

## 歴史
1846年にドイツ南西のシュトゥットガルトに近いレオンベルク市で、同市議員であったハインリッヒ・エスィヒが、白黒のニューファンドランドと長毛のセント・バーナードを交配させて誕生する。名前の通りライオンに似せた。後に別のセント・バーナードとグレート・ピレニーズが交配に用いられた。

## 犬種の特性
- 少しウェーブのかかった滑らかな被毛で、毛色は淡黄色、赤褐色など数種類ある。
- 骨太ながっしりした体格、頭蓋は幅広。マズル幅はがっちりとしており黒い毛に覆われる。
- 目は小さめすこし奥目がち、垂耳は先まで幅が広い。
- 唇は引き締まっていて、大型犬だが涎が垂れない。
- 趾の指には、ラブラドール種のように水かきがついている。
- 水を好むため、ラブラドール・レトリーバー同様、休日には川遊びやキャンプなどのアウトドアに同伴したい、という人にもよい。ただし、暑さには極端に弱いので熱対策には万全の準備が必要。
- 滅多なことがない限り吠えないので家庭犬には適している。吠えないので番犬には向かないとの見方もあるが体躯自体が番犬になる。
- 寿命は健康体で10年程度。
- 個体差が激しくマズル、毛並み、体高、体重、訓練性能などには著しい相違がある。

## 犬種の性格
- とてもおとなしくゆったりした性格で穏やかである。
- 感情表現もおおらかで豊かで攻撃性が少ない。
- 人間との交流が好きで、子どもの相手も好む。子どもの遊び相手に向いている。
- 大型犬に限ったことではないが早期の躾は極めて重要。
- 自分勝手なところがある。

## 飼育上の注意
- 散歩は幼犬の頃は20分程度から伸ばしていく。自転車などを使用しての引き運動は行わないこと。
- 垂れ耳で蒸れやすいため、一年を通して耳の皮膚病に注意する必要がある。
- こまめにブラッシングしないと飾り毛が絡まるので注意。